# Henry Reimann
Henry Reimann (Regensdorf, Silèsia, 1850 - Berlín, Alemanya, 1906) fou un compositor i musicòleg alemany.
El seu pare Ignaz Reimann (1820-1885), li ensenyà tots els secrets de l'art de la música, però volgué dedicar-se a la carrera literària, pel que estudià filologia a Breslau, doctorant-se el 1875. Després fou successivament professor dels Instituts de segona ensenyança de Strehlen (1876), Wohlau (1878), Berlín (1879), Ratibor (1880), i Glatz (1884), sent nomenat l'any següent director del de Gleiwitz, però després, a conseqüència de certes diferències amb els seus superiors, abandonà aquell càrrec i es dedicà per complet a la música, per la que havia sentit gran afició des d'infant.
Després d'haver fundat una Acadèmia de cant a Ratibor, el 1887 es traslladà a Berlin, sent anomenat el 1889 professor del Conservatori Klindworth on tingué alumnes destacats com Karl Straube i Clarence Dickinson entre d'altres, i des del 1895 organista de la Kaiser Wilhelm Gedächtniskirche, fundant el 1898 la Societat Bach.
Reimann es donà a conèixer principalment com historiador i crític musical, i col·laborà en algunes revistes, particularment en la Schelesische Zeitung, Allgemeine Deutsche Musikzeitung i Vürtelsjarschrift für Müsik wissenschaft. A part publicà: Questiones metrieac (1875); Nomos (1882); Studien zur griechischen Musikgeschichte (1882); Prosodien (1885); Robert Schumann's Leben und Werke (Leipzig, 1887); Zur Geschichte und Theorie der byzantinischen Musik (1889); Johan Brahms, primer volum de la col·lecció Berühmte Musiker, que es publicava sota la seva direcció (1897; 3ª ed. 1903); Wagneriana Lisztiana, i Hans von Bülow, publicada després de la seva mort (1909).
A més publicà, algunes composicions originals, així com diverses col·leccions de cants antics arranjats per a una veu i piano, com Das deutsche Lied (4 vol.); Internationales Voelksliederbuch (3 vol.), i Das deutsche geistliche Lied (6 vol.).